# 韓國龍屬
韓國龍屬（屬名：Koreanosaurus）是新鸟臀类恐龍的一屬。在2003年，韓國西南部寶城郡的海岸發現三個化石。這個地層屬於Seonso Conglomerate組地層，地質年代為白堊紀晚期。正模標本（編號KDRC-BB2）是一個部分骨骼，缺乏頭顱骨。其他兩個化石被標名為副模標本（編號KDRC-BB1、KDRC-BB3）。在2008年，一份碩士論文首次敘述、研究這些化石。在2011年，這些化石被正式敘述、命名。模式種是寶城韓國龍（K. boseongensis）。屬名意為「韓國的蜥蜴」，種名則是指化石發現處的寶城郡。
韓國龍被認為是種基礎新鸟臀类恐龍，與西風龍、奔山龍、掘奔龍形成一個演化支，這群小型恐龍可能是穴居動物。在2012年，韓國龍被發現可能屬於熱河龍科，或是熱河龍科的近親。